# Подсинский сельсовет
Подсинский сельсовет — сельское поселение в Алтайском районе Хакасии.
Административный центр — село Подсинее.

## История
Статус и границы сельского поселения установлены Законом Республики Хакасия от 7 октября 2004 года № 66 «Об утверждении границ муниципальных образований Алтайского района и наделении их соответственно статусом муниципального района, сельского поселения»

## Население
| 2002  | 2010  | 2012  | 2013  | 2014  | 2015  | 2016  |
| ----- | ----- | ----- | ----- | ----- | ----- | ----- |
| 3297  | ↗3549 | ↗3593 | ↗3619 | ↗3685 | ↗3742 | ↘3706 |
| 2017  | 2018  | 2019  | 2020  | 2021  |       |       |
| ↘3699 | ↘3646 | ↘3575 | ↘3527 | ↗3599 |       |       |

## Состав сельского поселения
В состав сельского поселения входит один населённый пункт — село Подсинее.

## Местное самоуправление
Администрация
655670, Хакасия, Алтайский район, село Подсинее, Зеленая, 12
Глава администрации
- Маркова Светлана Анатольевна